# برنارد جوزيف فلانغن
برنارد جوزيف فلانغن (بالإنجليزية: Bernard Joseph Flanagan)‏ هو كاهن كاثوليكي أمريكي، ولد في 31 مارس 1908 في بروكتور في الولايات المتحدة، وتوفي في 28 يناير 1998.